# Phyllophaga guapilana
Phyllophaga guapilana är en skalbaggsart som beskrevs av Saylor 1935. Phyllophaga guapilana ingår i släktet Phyllophaga och familjen Melolonthidae. Inga underarter finns listade i Catalogue of Life.